# 11259 Yingtungchen
11259 Yingtungchen eller 1978 VD3 är en asteroid i huvudbältet som upptäcktes den 7 november 1978 av de båda amerikanska astronomerna Eleanor F. Helin och Schelte J. Bus vid Palomarobservatoriet. Den är uppkallad efter Ying-Tung Chen.